# Shane Dix
Pour les articles homonymes, voir Dix.
Œuvres principales
- Orphelins de la Terre
- Série L'Hérétique de la force

Shane Dix, né en 1960, est un écrivain de science-fiction australien. Il est entre autres célèbre pour ses livres en association avec Sean Williams comme Orphelins de la Terre ainsi que les romans se déroulant dans l'univers Star Wars.

## Œuvres

### SérieEvergence
1. (en) The Prodigal Sun, 1999Écrit avec Sean Williams.
2. (en) The Dying Light, 2000Écrit avec Sean Williams. Ditmar Award du meilleur roman 2001
3. (en) The Dark Imbalance, 2001Écrit avec Sean Williams. Prix Aurealis du meilleur roman de science-fiction 2001

### SérieOrphelins de la Terre
1. Les Envoyés, Bragelonne, 2008 ((en) Echoes of Earth, 2002)Écrit avec Sean Williams.
2. Les Rescapés, Bragelonne, 2009 ((en) Orphans of Earth, 2003)Écrit avec Sean Williams.
3. (en) Heirs of Earth, 2004Écrit avec Sean Williams.

### UniversStar Wars

#### SérieLe Nouvel Ordre Jedi
1. L'Hérétique de la force 1 : Les Vestiges de l'Empire, Fleuve noir, coll. « Star Wars » no 62, 2004 ((en) Force Heretic I: Remnant, 2003)  (ISBN 2-265-06936-1)Écrit avec Sean Williams.
2. L'Hérétique de la force 2 : Les Réfugiés, Fleuve noir, coll. « Star Wars » no 63, 2004 ((en) Force Heretic II: Refugee, 2003)  (ISBN 2-265-06937-X)Écrit avec Sean Williams.
3. L'Hérétique de la force 3 : Réunion, Fleuve noir, coll. « Star Wars » no 64, 2004 ((en) Force Heretic III: Reunion, 2003)  (ISBN 2-265-06938-8)Écrit avec Sean Williams.

### SérieGeodesica
1. (en) Ascent, 2005Écrit avec Sean Williams. Ditmar Award du meilleur roman 2005
2. (en) Descent, 2006Écrit avec Sean Williams.

### Roman indépendant
- (en) The Unknown Soldier: Book One of the Cogal, 1995Écrit avec Sean Williams. Réécrit sous le titre The Prodigal Sun